# The Roommate
The Roommate es una película estadounidense de 2011 del género thriller psicológico dirigida por Christian E. Christiansen y protagonizada por Minka Kelly, Leighton Meester, Cam Gigandet, Danneel Harris, Matt Lanter y Aly Michalka. Fue estrenada en cines el 4 de febrero de 2011 y recibió críticas negativas, pero fue un éxito en taquilla.

## Argumento
Rebecca Evans (Leighton Meester) va a comenzar su primer año en la universidad. A su llegada conoce a Tracy Morgan (Alyson Michalka), una joven vividora, y a Stephen Morterelli (Cam Gigandet), un baterista que toca en la banda de la fraternidad que empieza a salir con Rebecca. Después de una fiesta en la fraternidad de Tracy en la que acaba emborrachándose, esta conoce a su nueva compañera de habitación, Sara M (Minka Kelly).
Al principio, las chicas comienzan a acercarse muy bien mientras Rebecca aprende más de la vida de Sara. Sara tuvo una hermana mayor, Emily, que murió cuando Sara tenía nueve años. Ella tiene un collar que le perteneció a Emily y también tiene el nombre de su hermana tatuado en su pecho. Además tiene un exnovio, Jason (Matt Lanter) , que sigue llamándola tratando de volver con ella. Mientras el tiempo continúa, Rebecca comienza a obsesionarse con Sara. Está dispuesta a mantener a cualquiera lejos de Sara que le haga mal o que ella piense que le están robando a Sara. Esto se hace evidente en varias actuaciones:
- La locura por las fiestas de Tracy empeora cuando ella invita a Sara a bailar a un club pero la deja allí, que eventualmente llama a Rebecca para salir. Más tarde, Rebecca ataca a Tracy en la ducha y la amenaza con asesinarla a menos que ella se mantenga alejada de Sara (incluso le arranca el piercing en el ombligo de Tracy). Esto lleva a Tracy, temiendo por su vida, a mudarse a otra habitación.

- Cuando Sara deja su teléfono en su habitación mientras sale con Stephen, Rebecca lo escucha sonar y responde descubriendo que es Jason. Haciendo de Sara, ella le dice a Jason que nunca la llame (a Sara) de nuevo. Durante varias semanas después, Jason no llama a Sara, sorprendiendo a Sara.

- Cuando el profesor de diseño de Sara (Billy Zane) intenta besarla, Rebecca va hacia su oficina e intenta besarla, mientras que ella graba su diálogo en una cinta grabadora para parecer que él la estaba golpeando. Sara, ajeno a lo que Rebecca ha hecho, está sorprendida al descubrir al día siguiente que tiene un nuevo profesor, Chanel DuBouis.

- Cuando una de las amigas de Sara, Irene (Danneel Harris), invita a Sara a mudarse a su casa así puede mantener a su gato, Rebecca asesina al gatito poniéndolo en una lavadora y pretende que el gato huyó.

- Cuando Stephen invita a Sara a pasar Día de Acción de Gracias con él, Rebecca se golpea a sí misma haciendo parecer que cuando fue a buscar al gato fue asaltada por un ladrón. Sara, sintiéndose mal por Rebecca, decide pasar con ella el Día de Acción de Gracias en su casa.

Los padres de Rebecca (Frances Fisher y Tomas Arana) están sorprendidos al ver a su hija, que no anunció que Sara iría. 
Durante su estadía, Sara escucha una conversación entre Rebecca y su padre; aparentemente Rebecca tuvo problemas en el pasado al hacer amigos. Más tarde, su madre, en una conversación con Sara, pregunta sí Rebecca está tomando su medicación. Cuando las chicas salen a una tienda de café, se pechan con una chica, María (Nina Dobrev), que estuvo con Rebecca en la escuela y está en algunos de los dibujos de Rebecca. María le dice a Rebecca con malestar, «Nunca fuimos amigas».
Después del descanso del Día de Acción de Gracias, Sara descubre que Irene regresó de su gira de moda. Cuando Rebecca va al estudio de Irene, Sara y Stephen encuentran sus dibujos y una botella de pastillas de Zyprexa, que se utiliza para controlar la esquizofrenia y bipolaridad, pero, la botella está llena, lo que da a entender que no se las ha estado tomando.
En el estudio, Rebecca e Irene se conocen, la última no sabe que Rebecca es la compañera de habitación de Sara. Irene, que se siente atraída por las chicas, comparte un momento romántico con Rebecca, y las dos van a la casa de Irene. Finalmente, Rebecca pasa la línea cuando se hace un tatuaje que revela como el mismo que tiene Sara, el de su hermana. 
Emocionalmente sorprendida, Sara huye. Recoge algunas de sus cosas, con la excepción del collar de su hermana Emily, que no lo logra encontrar, y se muda con Stephen en su casa de fraternidad.
Más tarde, Stephen y Sara descubren uno de los libros de Rebecca, y muestra a Sara, como los que tenía con María. La implicación es que María fue una vez una "mejor amiga" que Rebecca tuvo una obsesión, pero ahora Sara ha tomado su lugar.
En el medio de todo esto, Jason llega al lugar donde vive Sara. Él deja una nota debajo de su puerta revelando su deseo de verla y deja su hotel y la habitación en que se está quedando.
Rebecca, al haber leído la nota, se hace pasar como Sara con el collar de su hermana, el tatuaje que se hizo, y el nuevo pelo teñido, va hacia la habitación de Jason, y lo apuñala hasta la muerte con un cuchillo.
Finalmente, todas las escenas convergen cuando Sara recibe un mensaje del teléfono de Irene diciendo que la necesita. Ella en su lugar deja un correo de voz a Stephen diciéndole que estará en la casa de Irene. Cuando llega allí, descubre a Irene como rehén de Rebecca amordazada y con una pistola. Ella le revela a Sara que fue responsable de lo que pasó con Tracy, el profesor, Jason, y el gato y que ella hizo todo eso debido a que quería ganar la amistad de Sara. Cuando Sara se disculpa, Rebecca la perdona pero quiere matar a Irene. Las dos comienzan a pelear, y Stephen llega justo a tiempo para detener a Rebecca de apretar el gatillo en Irene. Sin embargo, en la lucha, se dispara la pistola, y Stephen es golpeado y queda inconsciente y Sara es dejada colgando en una ventana (ella había estado tratando de escapar para tener ayuda). Aunque Rebecca la ayuda a subir a Sara, Sara busca la pistola para dispararle a Rebecca; sin embargo, el cartucho está vacío.
Rebecca, enojada que su tan mejor amiga le dispararía, ataca a Sara e intenta estrangularla. Sara busca por un cuchillo de bolsillo, y, diciendo, "Nunca fuiste mi amiga" (haciendo eco de las palabras de María), apuñala a Rebecca en la espalda, matándola. Ella consigue el collar de Emily de Rebecca.

## Reparto
- Leighton Meester como Rebecca Evans.
- Minka Kelly como Sara Matthews.
- Cam Gigandet como Stephen.
- Danneel Harris como Irene Crew.
- Matt Lanter como Jason Tanner.
- Alyson Michalka como Tracy Morgan.
- Katerina Graham como Kim.
- Jerrika Hinton como Shiana.
- Ryan Doom como Rick Shaefer.
- Elena Franklin como Jessica Smith.
- Carrie Finklea como Marina Hudgens.
- Billy Zane como el profesor Roberts.
- Frances Fisher como la madre de Rebecca.
- Tomas Arana como el padre de Rebecca.
- Nina Dobrev como María.
- Jennifer Cadena
- Lauren Storm
- Cherilyn Wilson como Landi Rham.
- Evan Brown como miembro de banda #1.
- Johannes Raassina como miembro de banda #2.
- Cam Brousseau como miembro de banda #3.

## Producción
La película se rodó en la Universidad del Sur de California en Los Ángeles. Leighton Meester originalmente iba a interpretar a Sara pero fue reemplazada por Minka Kelly, luego Meester tomó el papel de Rebecca. Cam Gigandet y Alyson Michalka anteriormente había protagonizado juntos en otra película, Easy A. Nina Dobrev confirmó por Twitter que filmaría una escena, sin embargo la escena que ella hace no aparece su amiga de The Vampire Diaries, Katerina Graham, que también aparece en la película. Billy Zane y Frances Fisher habían participado juntos en Titanic hacía trece años.

## Lanzamiento
La película fue planeada para lanzarse el 17 de septiembre de 2010, pero fue cambiada al 4 de febrero de 2011. El tráiler puede ser visto con Devil y Burlesque.
En 2.534 cines, la película obtuvo $15,6 millones en su primer fin de semana para tener el primer lugar en la taquilla. CinemaScore colocó una B- para la audiencia.

### Recepción en la crítica
La película recibió en su mayoría críticas negativas por los críticos; actualmente tenía un 4% en Rotten Tomatoes, basado en 75 comentarios con un consenso de ser "Desprovisto de escalofríos, emociones, o incluso excitación barata, The Roommate no es lo suficientemente mala para ser buena." Keith Staskiwicz de Entertainment Weekly le dio a la película una D, diciendo, «es solo un thriller bajo que desea desesperadamente ser una película diferente - un anhelo que comparte con la audiencia», pero elogia a Meester por traer «el menor rastro de algo fascinante a su papel. Cuando sonríe, se ubica perfectamente entre una demostración dulce de afecto y una advertencia gruñendo». Peter Travers de Rolling Stone le dio una media estrella, diciendo que «The Roommate —la enésima nueva versión sin acreditar del remake de Single White Female— apesta, demasiado» y que «el director danés Christian E. Christiansen no tiene talento para el suspense». La actuación de Meester obtuvo elogios de otros críticos, incluyendo en Los Angeles Times, que dice: «Aquí, su actuación a menudo tiene un sentimiento de un auto de deportes en punto muerto. Cuando golpea los cambios rápidos del tono del maníaco, muestra cuánto más es capaz de hacer».

### Lanzamiento en DVD
La película fue lanzada en Blu-ray, DVD, y descarga digital en Norteamérica el 17 de mayo de 2011..

## Controversia
Algunos de los carteles de promoción y muestras de la película utilizaron como telón de fondo el Edificio de Administración de Christy en Winfield, Kansas. La administración de la universidad habló de su preocupación que el permiso de utilizar la fotografía del edificio no fue obtenido y actualmente se está investigando la legalidad de su uso.
Las principales preocupaciones dicen que la imagen de la universidad (particularmente la imagen del edificio) podría ser dañada, mientras que otras preocupaciones son que la imagen icónica primaria está siendo utilizada para la promoción de una empresa de negocios.
Después que se supo el éxito inicial de la película, que había recaudado $15,6 millones en la taquilla de Estados Unidos, continuaron las preocupaciones. En ese momento, la imagen del edificio había sido reemplazada en la página oficial de la película y en un material de promoción posterior. La fotografía del edificio reportada fue autorizada por iStockPhoto basada en Calgary, Alberta. A partir del 8 de febrero de 2011, no se han presentado demandas pero las discusiones siguieron.
Los estudiantes de la escuela han informado "sentimientos encontrados" sobre el tema - algunos creen que puede ser de ayuda para la universidad y otros informan que pueden ver que puede ser dañino para la imagen de la universidad.